# Bassou
Bassou is een gemeente in het Franse departement Yonne (regio Bourgogne-Franche-Comté) en telt 739 inwoners (1999). De plaats maakt deel uit van het arrondissement Auxerre.

## Geografie
De oppervlakte van Bassou bedraagt 4,1 km², de bevolkingsdichtheid is 180,2 inwoners per km².
De onderstaande kaart toont de ligging van Bassou met de belangrijkste infrastructuur en aangrenzende gemeenten.

## Demografie
Onderstaande figuur toont het verloop van het inwonertal (bron: INSEE-tellingen).